# 誠敬堂
誠敬堂，俗稱港仔菜堂，位於臺灣澎湖縣白沙鄉港子村，創建於清領時期咸豐六年（1856年），由信奉齋教的菜姑張氏任、張氏鳳開基，澎湖地區可考年份最早的齋堂（菜堂）。

## 沿革
誠敬堂又稱港仔菜堂，「港仔」為白沙鄉港子村的舊地名，據稱來源該聚落在離岸不遠處的海中，有一道名作「萬丈港」的海溝行經，故名「港仔」；在清領時期與日治時期初期都歸入「鎮海澚」轄內。
根據民國83年（1994年），張三光、張榮能、張國讚所撰述的〈誠敬堂史記〉記錄：咸豐六年（1856年）吉旦，張氏任、張氏鳳長年茹素，潛心禮佛，乃開基誠敬堂，供奉觀世音菩薩。張氏任與張氏鳳擔任住持業務自咸豐六年至日治時期的昭和20年（1856年－1931年），嗣後有張氏珠、呂氏蛋延續誠敬堂香火。在早期，張氏和呂氏皆為港仔社常見姓氏。昭和29年（1940年），張氏珠歸真。綜觀日治時代結束以前，誠敬堂香火皆十分昌旺。
二戰之前，誠敬堂的齋女多倚靠港子段576地號與576之內地號二筆土地，共佔地0.3102甲的耕地自給自足。但民國42年（1953年），呂氏蛋之養女莊氏罔輅透過政府實施「耕者有其田政策」，便將576之內地號土地登錄於自己名下，誠敬堂多方討取而不可得，遂成無法擴建之憾。此外，曾任梧棲國小校長的蕭美芳回憶，誠敬堂約莫在民國50年代（1960年代）曾充當過港子村地區的幼稚園教室。
現今誠敬堂的建築為民國83年（1994年）所建，廂房左側為過往住持的居所。民國83至84年（1994年－1995年）重建落成後信眾所敬贈的匾額，不乏來自澎湖縣、高雄縣的地方政要，如陳百川、蘇炎城、簡海源等議員，最高層級至立法委員陳癸淼。惟近年誠敬堂由於年久失修，信眾多轉往齋堂北側的港子眾安寺，少數「吃長齋」的婦女仍赴往誠敬堂朝夕禮佛、誦念佛經。

## 年代考證
《白沙鄉志》曾載：「港子村敬聖堂齋堂，於民國十五年四月，由本鄉各村的齋徒所捐建。」根據隘門國小主任暨文史工作者許玉河析論，此中民國十五年即大正十五年（1926年），內文「敬聖堂」應是「誠敬堂」之訛誤；又「齋堂」與「齋徒」皆涉及臺灣民間佛教－齋教，在清領時期與日治時期初期之間，臺灣本島的齋教信仰十分蓬勃，引入澎湖亦不無可能。引據堂內〈誠敬堂史記〉中撰述，誠敬堂開基於咸豐六年（1856年），雖無其他文獻佐證，但供桌香案的一方型香爐側邊，寫有「大天后宮達源置」一行文，此大天后宮咸信即指臺南大天后宮，旁徵《臺灣南部碑文集成》載錄，達源其人在咸豐八年（1858年）間擔任西定坊天后宮住持，該年五月間曾替大天后宮籌募鐘的捐款，時任臺灣鎮總兵的邵連科留有捐助紀錄。
關於達源者，法號「上榮下芳」，根據鄭卓雲的《臺灣開元寺志略稿》載：
|  | 榮芳和尚，字達源，臺灣鳳山縣人氏，生道光間。幼出家，詣鼓山受戒後到少林寺修禪學武，故精拳法、通禪理， 武行僧技超異尋常。性豪俠，尤能書畫。 |

邵連科在咸豐三年（1853年）出任澎湖水師協的副將，鑒於臺灣清代寺廟多委由官方延聘僧人主持的現象，探究達源和邵連科的淵源，位在臺灣府（今台南市）的住持捐助澎湖地方上的誠敬堂方形香爐，以年代背景而言，不無可能，故誠敬堂的創建年份為咸豐六年（1856年），殊為可信。
臺灣學者張崑振在民國94年（2005年）出版的《台灣的老齋堂》一書中，曾言及「澎湖的齋堂信仰乃由中國大陸引入，非由臺灣本島轉入」以及「建於光緒五年（1870年）的媽宮澄源堂為澎湖最早的齋堂」，兩項論點隨白沙鄉港子村誠敬堂的考證資料出落，足以證實與事實有所出入。

## 圖輯

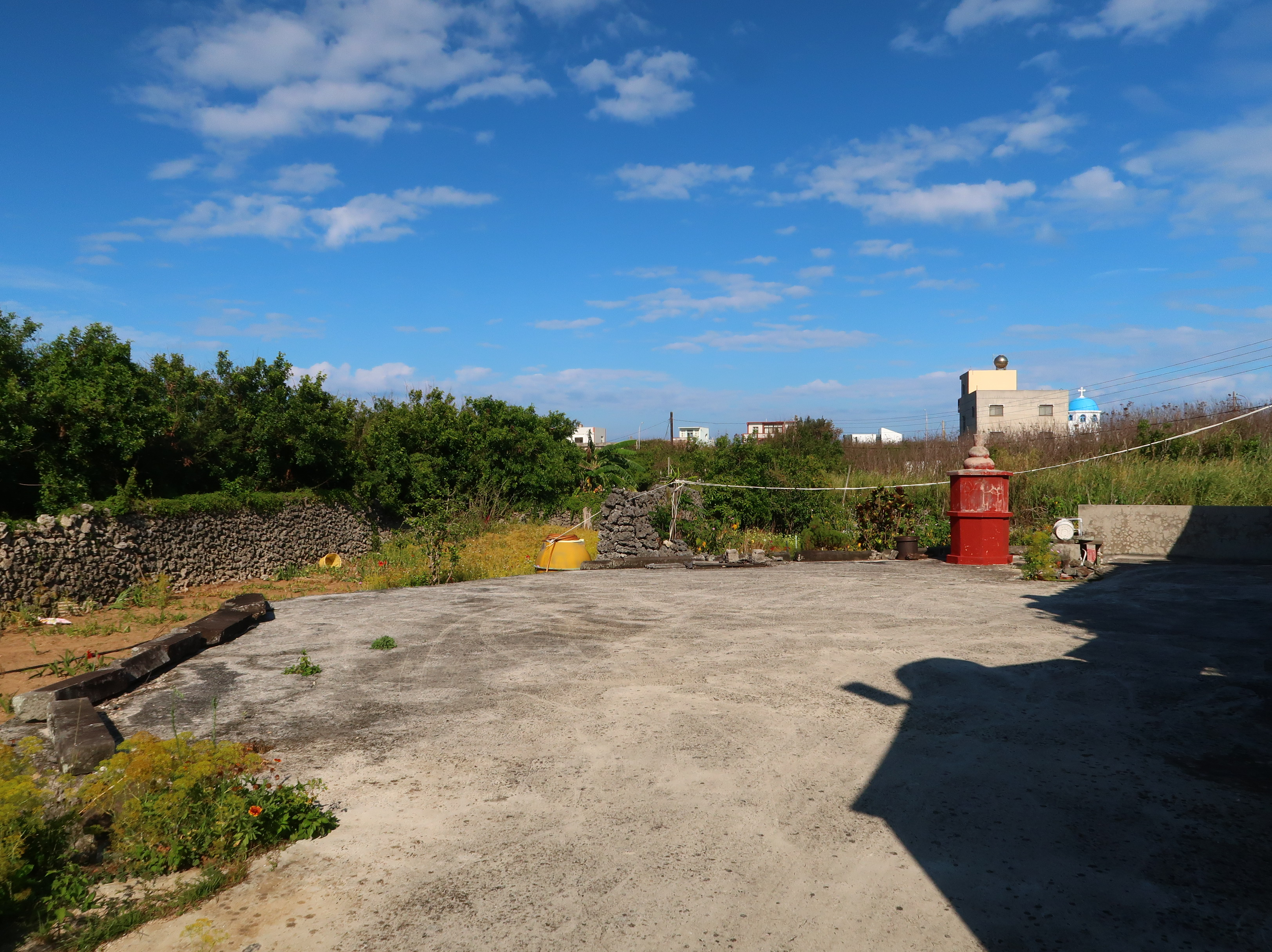
廟埕田園
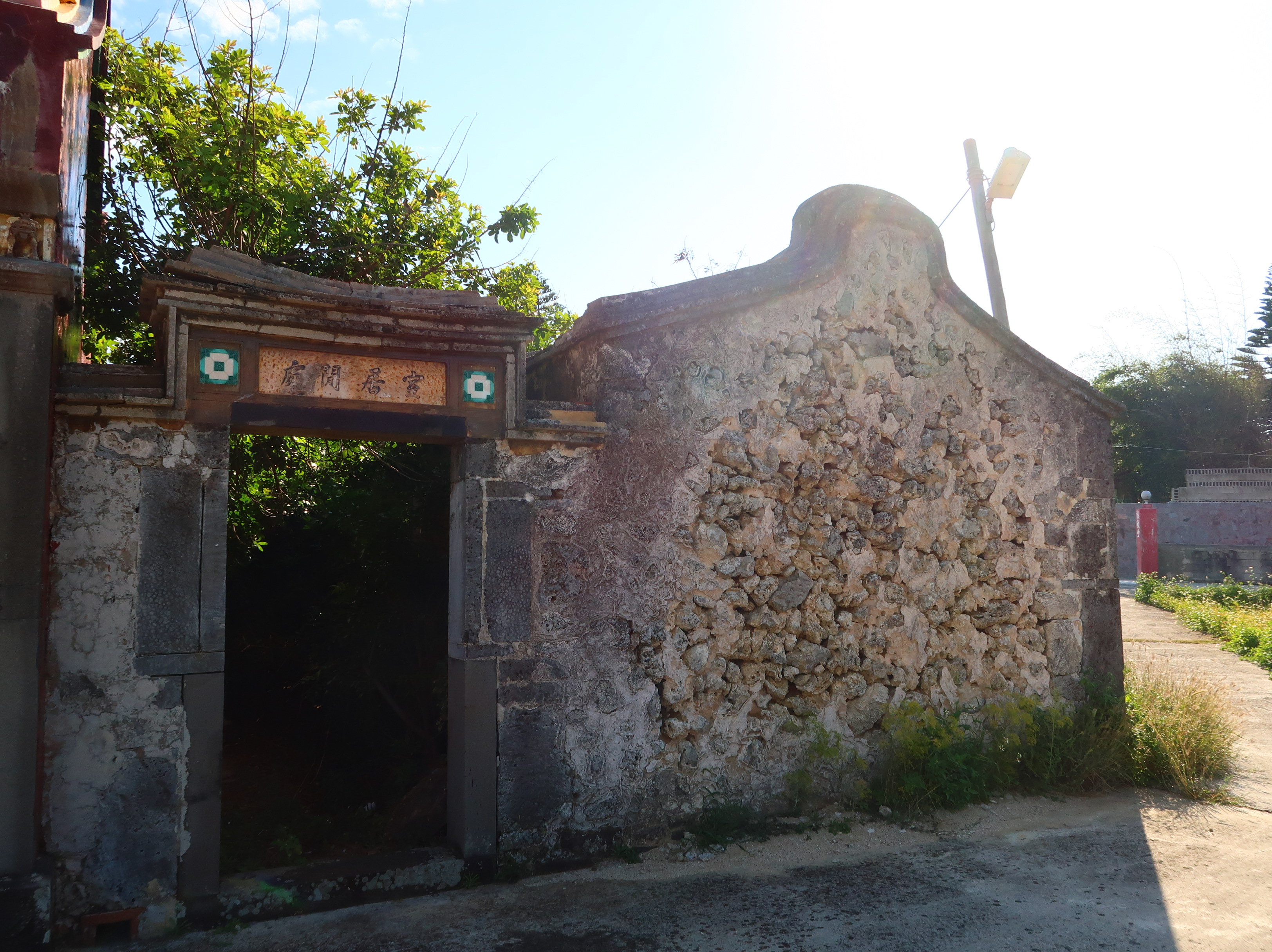
傾圯古厝
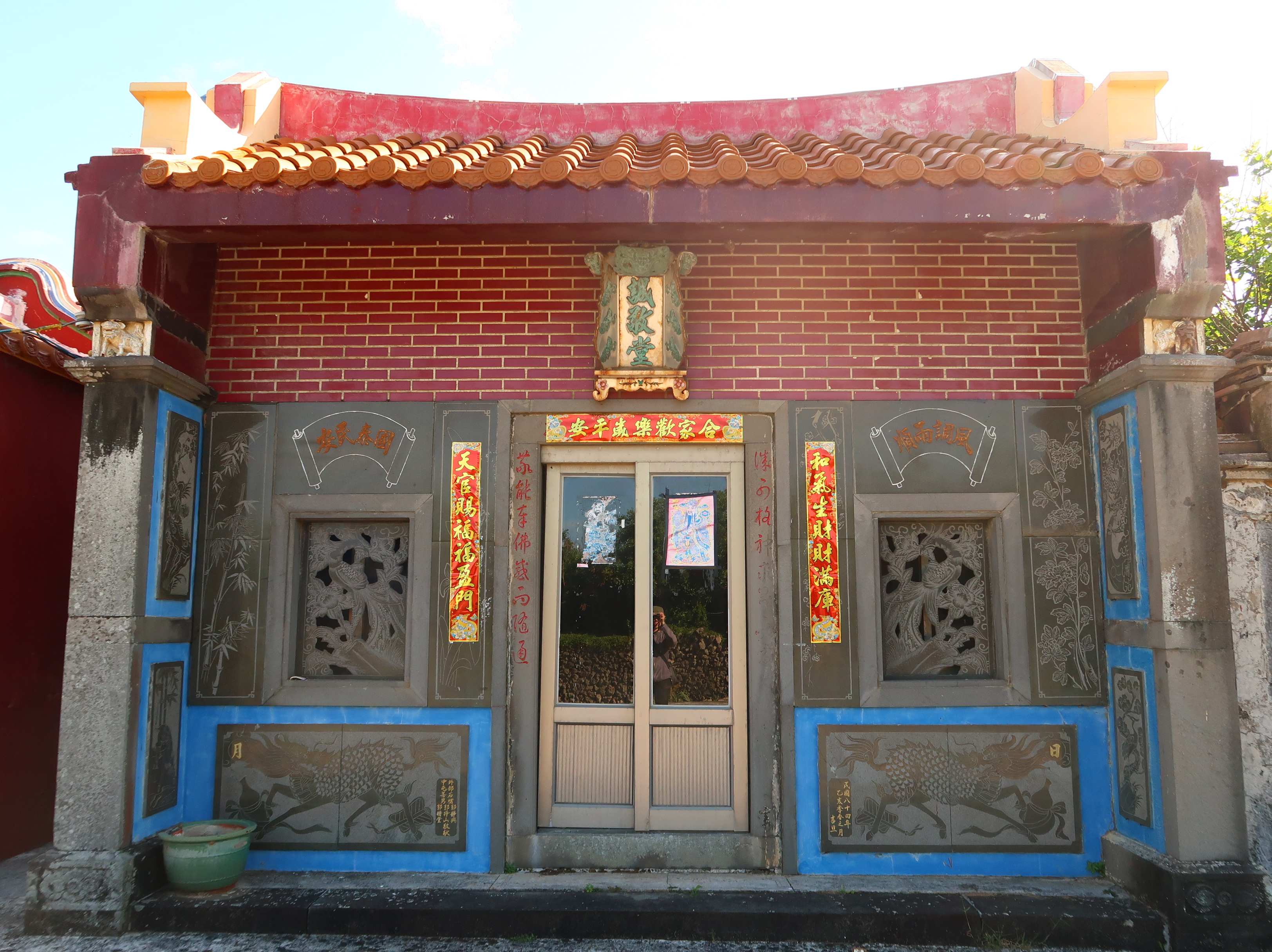
立面
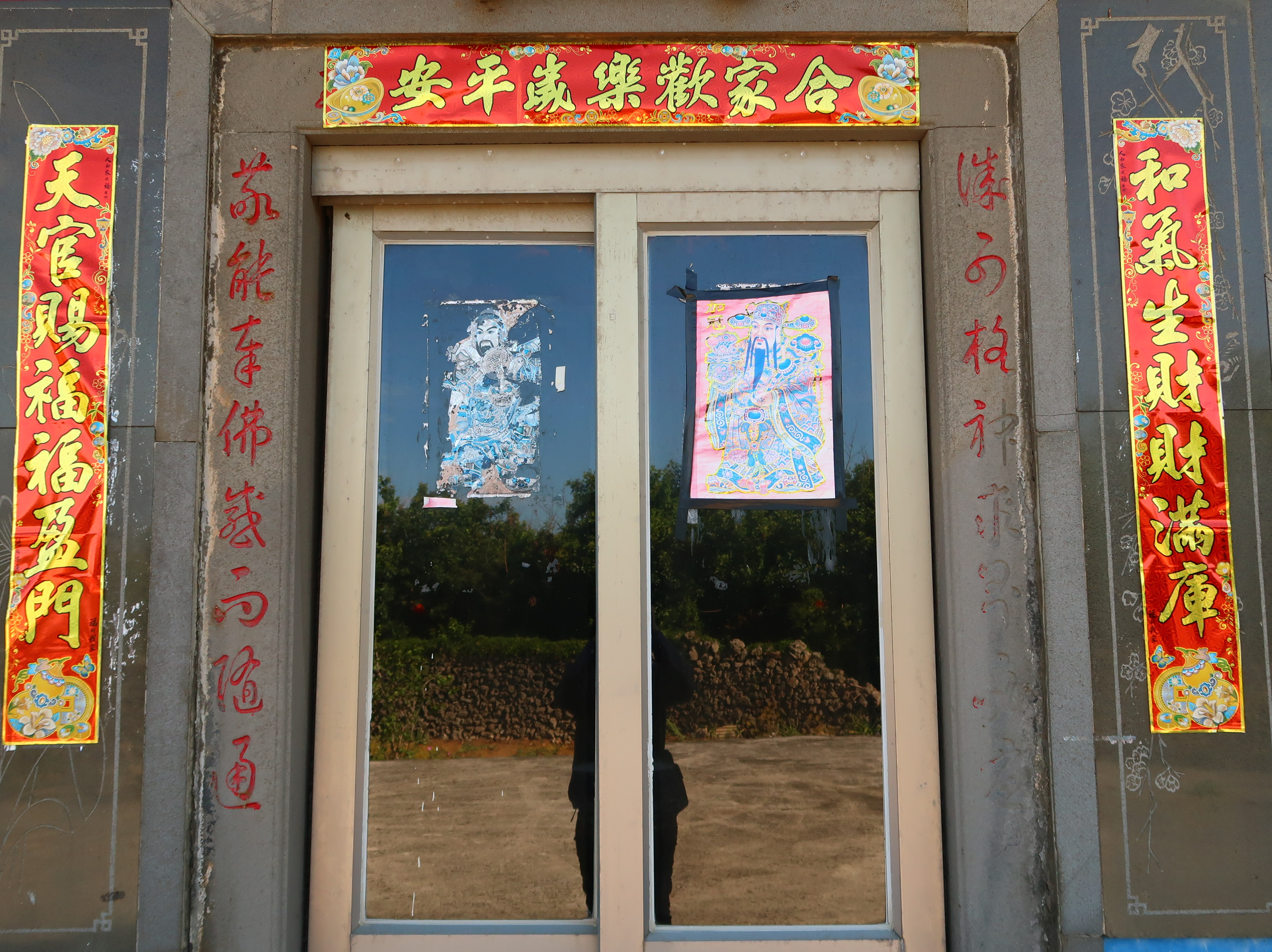
石柱對聯
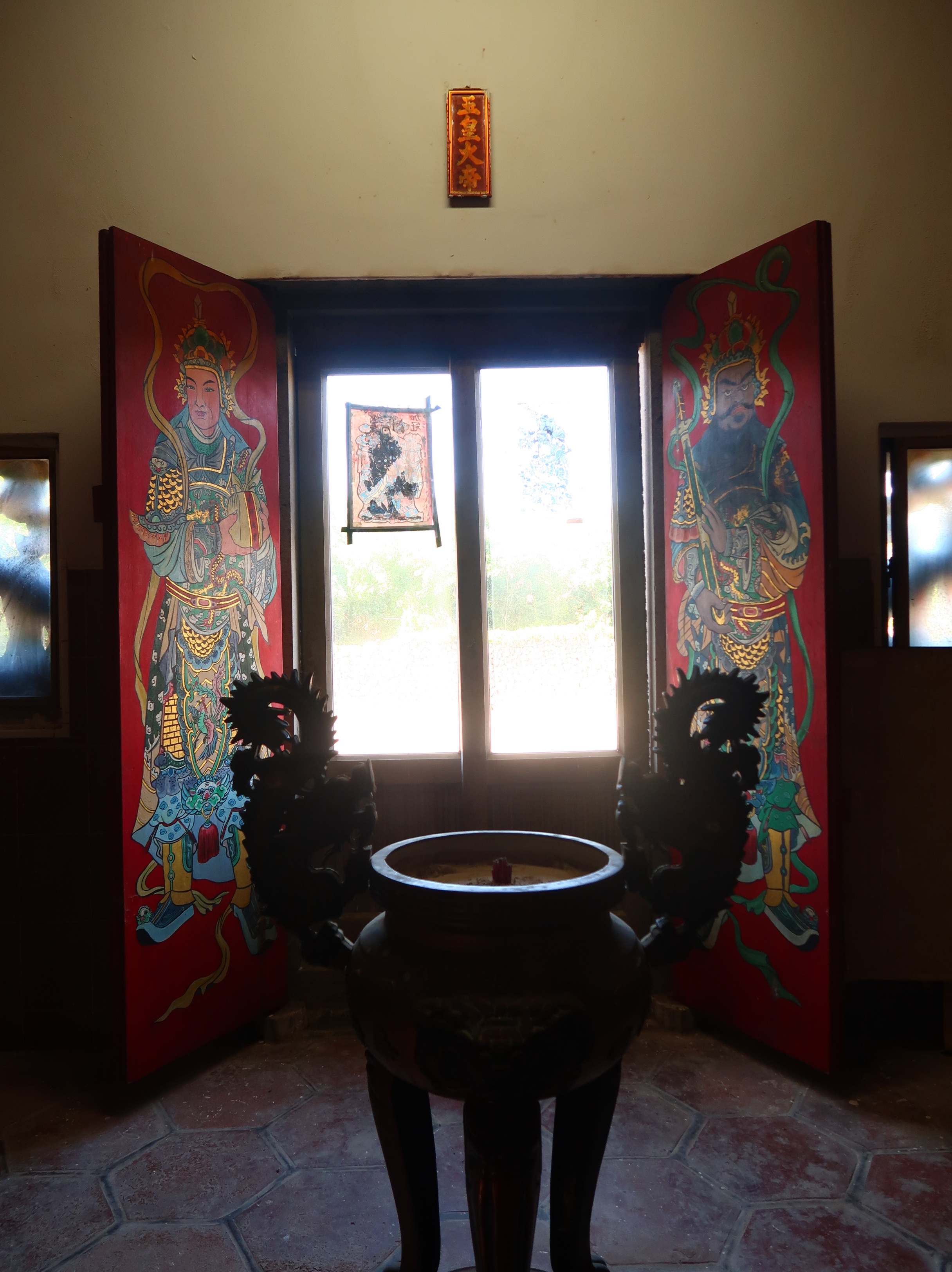
門神天公爐
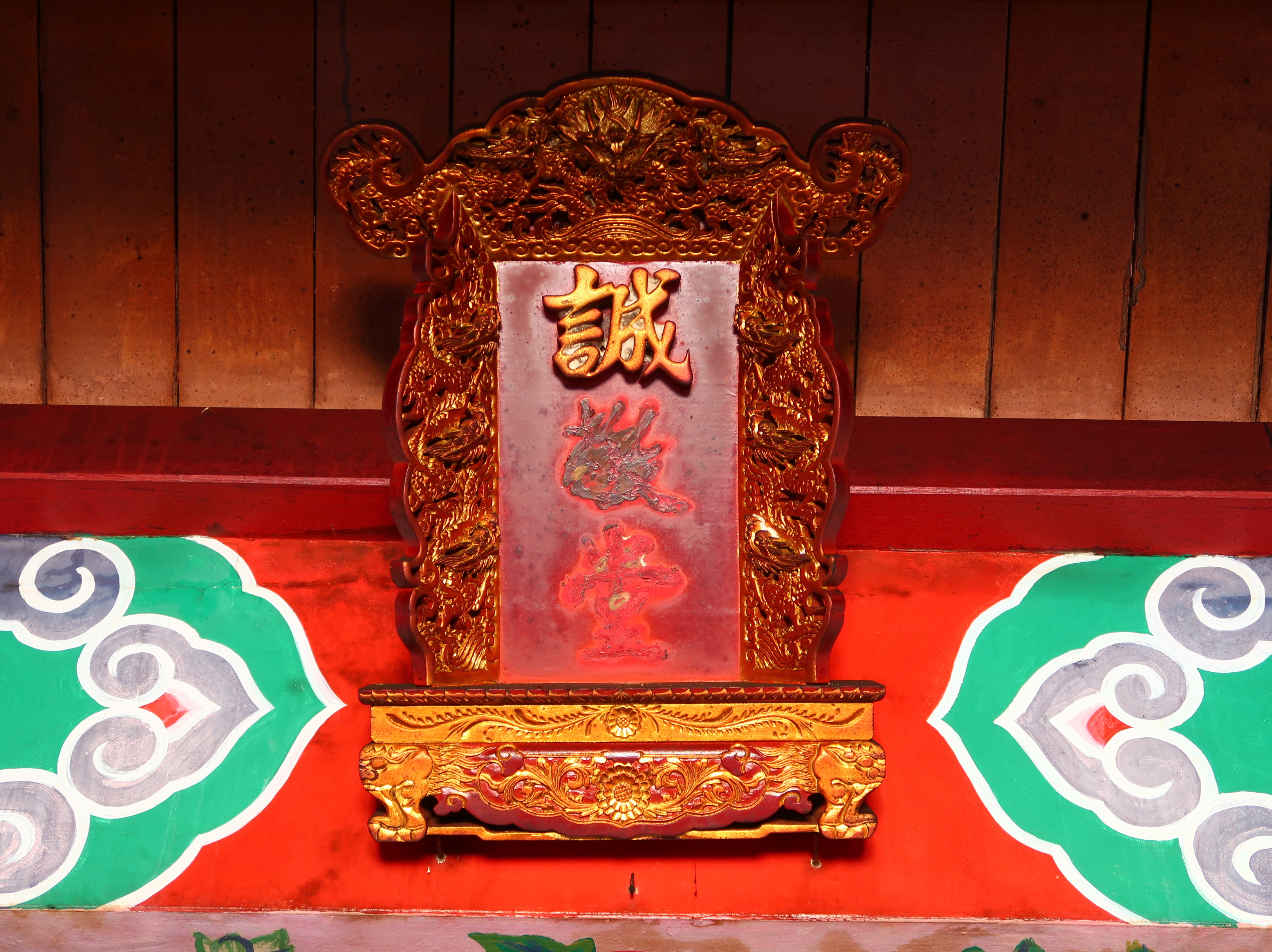
聖旨牌
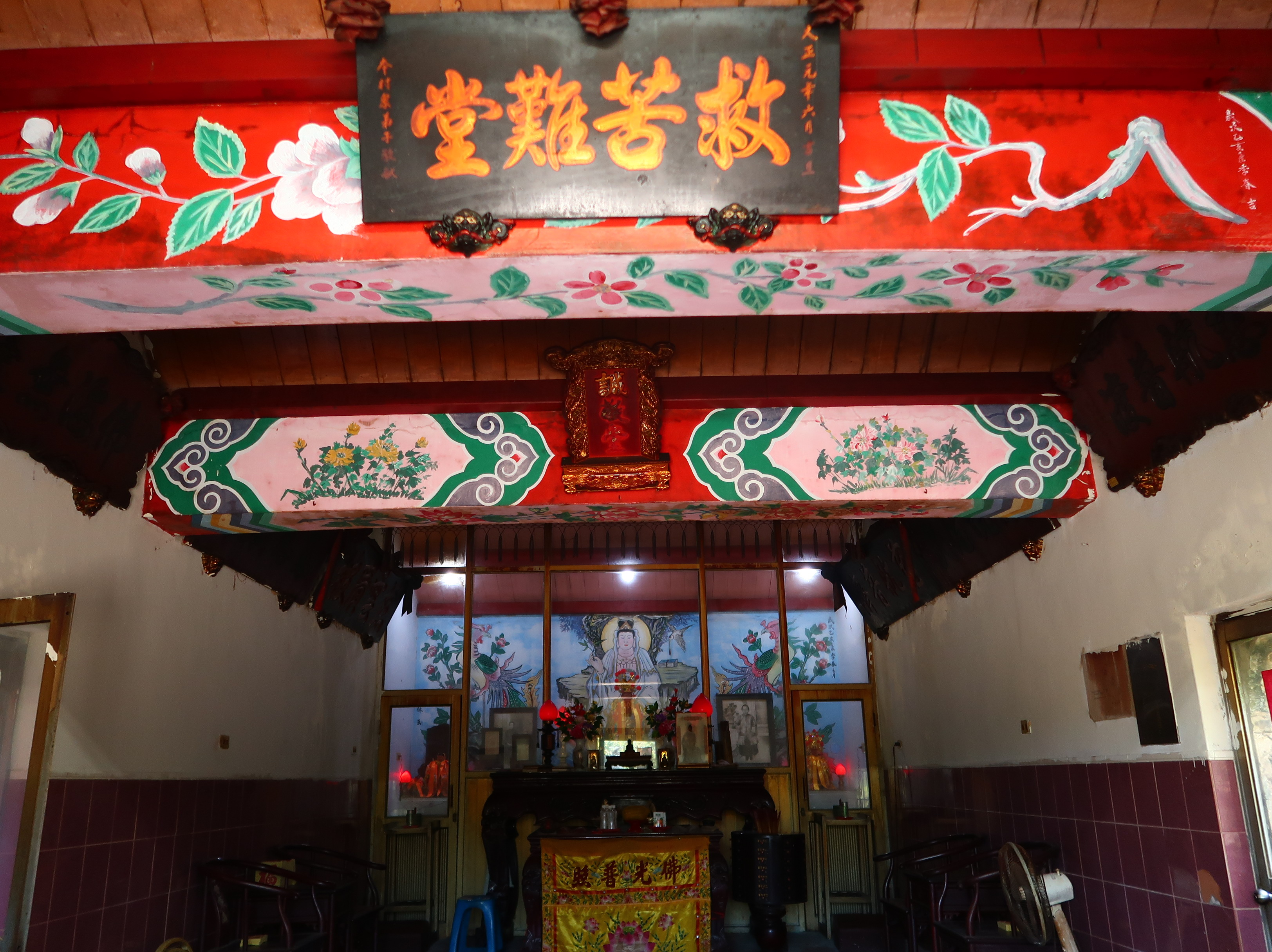
內廳格局
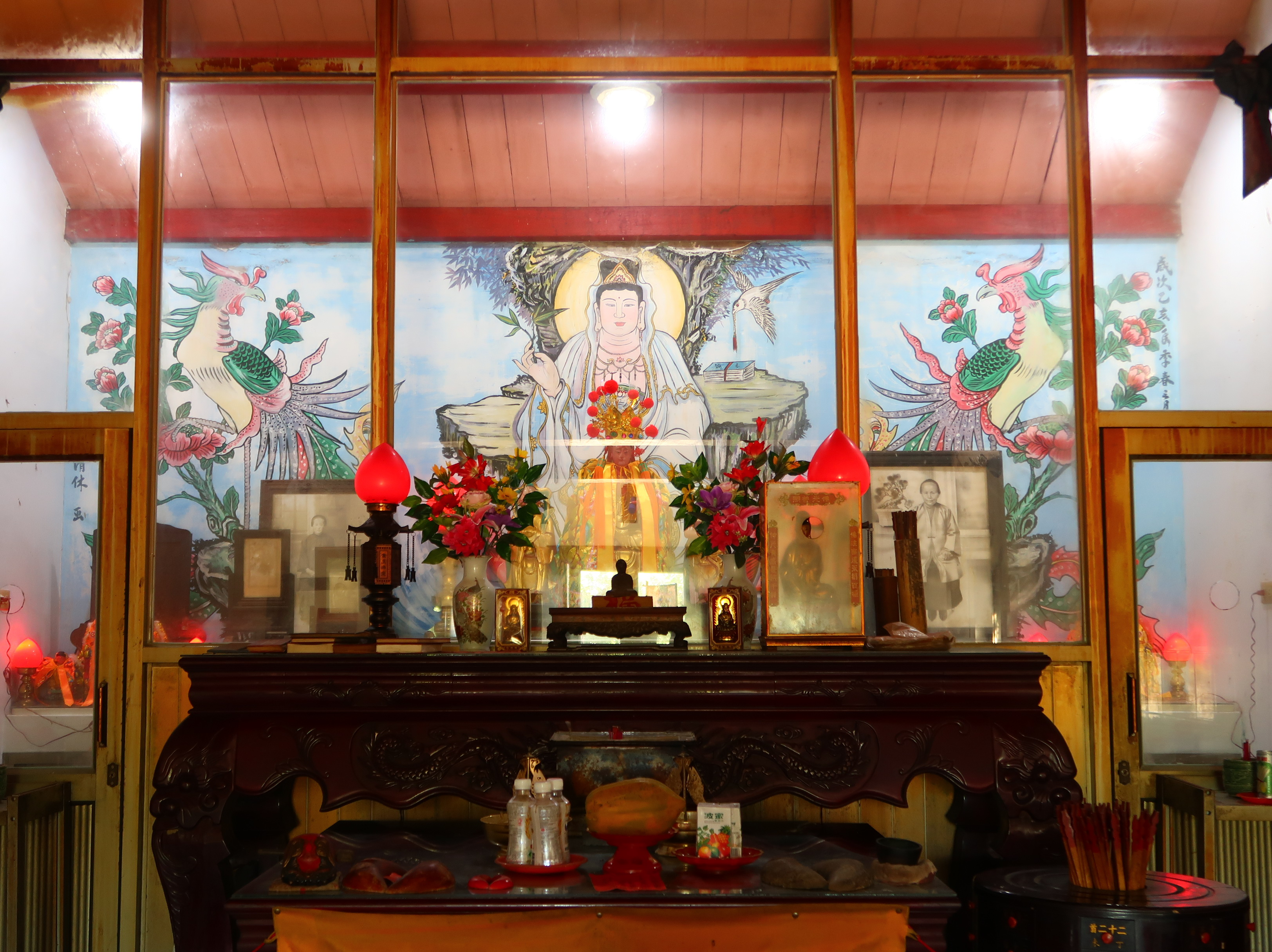
觀音菩薩彩繪（吳清修作品）
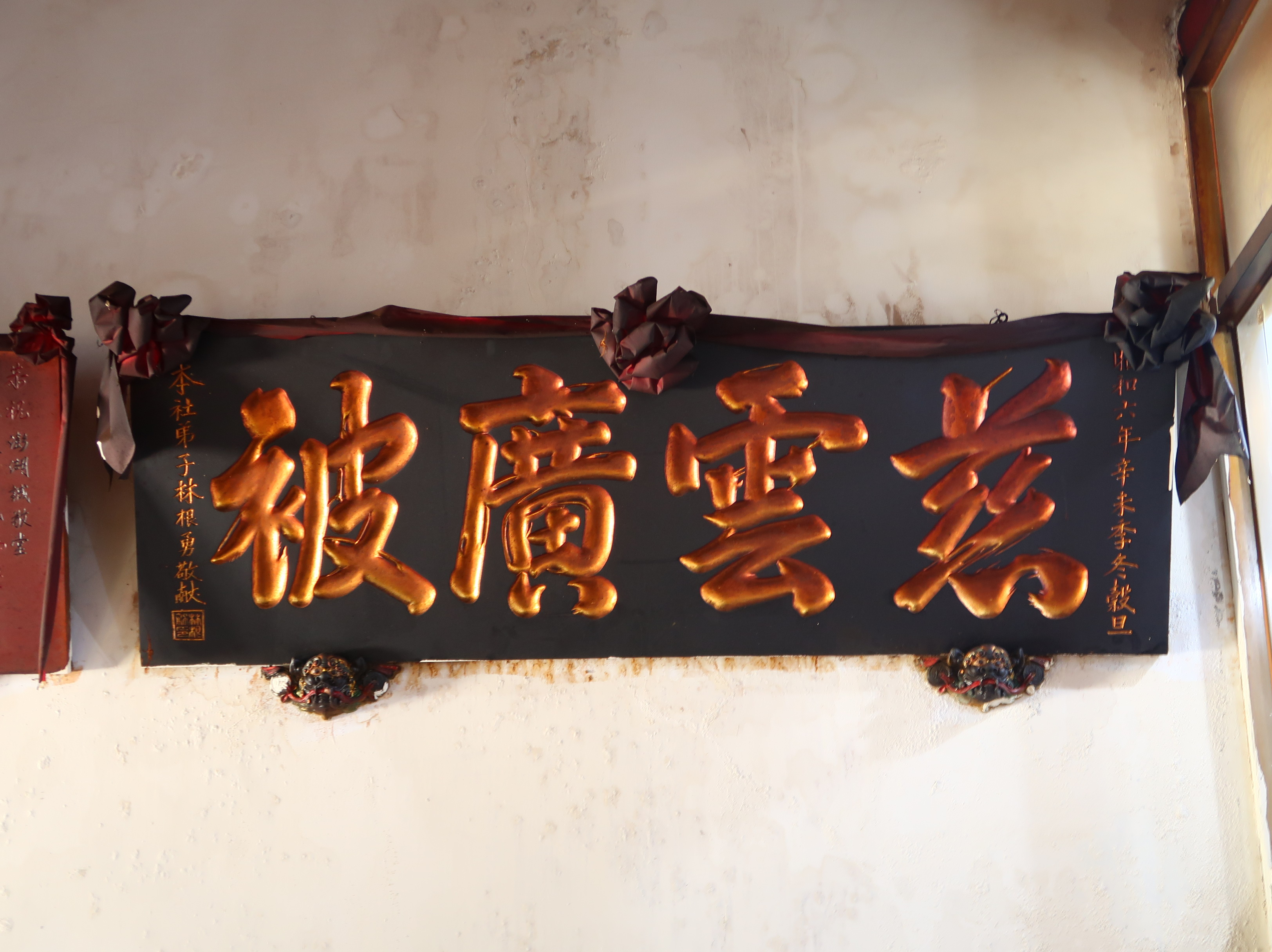
慈雲廣被匾（昭和六年）
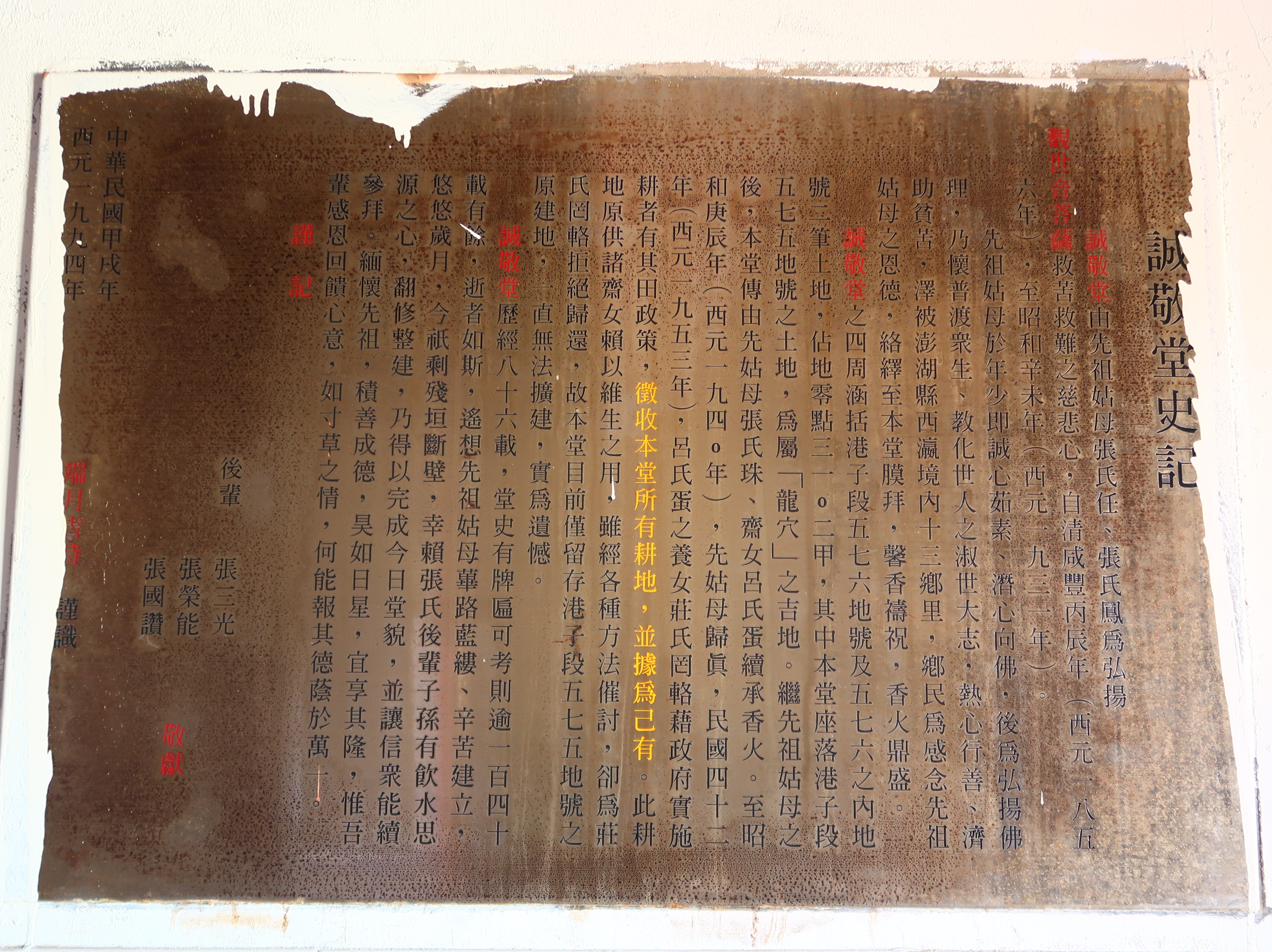
史記（1994年立）